# Вечірні відвідувачі
«Вечірні відвідувачі» (фр. Les Visiteurs du soir) — французька фентезійна драма, поставлена режисером Марселем Карне у 1942 році. Прем'єра фільму відбулася 5 грудня 1942 року в окупованому нацистами Парижі.

## Сюжет
У травні 1485 року Диявол відправляє на землю двох своїх створінь, щоб довести людський рід до відчаю. Домініка і Жиль — прикидаючись братом і сестрою, хоча насправді Домініка була раніше коханкою Жиля, — з'являються в замку барона Г'юза, вдівця, що готується видати свою покірливу доньку Анну заміж за жорстокого егоїста сеньйора Рено. Щоб посіяти навкруги нещастя й хаос, Домініка намагається спокусити одночасно і Рено і барона Г'юза, а Жиль в цей час починає переслідувати Анну і закохується в неї не на жарт. Відчуваючи, що справи набувають непередбачуваного повороту, Диявол з'являється в замку власною персоною. Жиля, спостигнутого з Анною, саджають на ланцюг і б'ють батогом у підвалі.
Заради прекрасних очей Домініки Рено має намір убити барона Г'юза на дуелі, але сам гине від руки суперника на великому турнірі. Барон засмучений своєю перемогою. Диявол наказує Домініці відвести кавалера за собою в пекло. Втомившись від монотонної злості Диявола, але відчуваючи до усього байдужість, Домініка підкоряється. На швидкому коні вона відвезла з собою барона.
Диявол жадає Анну і намагається добитися її любові. Якщо вона віддасться йому, він обіцяє звільнити Жиля і Анна погоджується. Диявол звільняє Жиля, але сам попадає у власну пастку: безгрішна Анна зізнається, що уперше в житті збрехала і не збирається виконувати свою частину договору. У помсту Диявол позбавляє Жиля пам'яті, але, ледве побачивши Анну, він згадує про неї і про своє кохання. Оскаженілий Диявол перетворює обох на камінь, але під кам'яною оболонкою закоханих, що обнялися і схожі на статую, він чує биття серця, розуміючи, що програв свою партію.

## В ролях
| Арлетті         | ···· | Домініка          |
| Ален Кюні       | ···· | Жиль              |
| Марі Деа        | ···· | Анна              |
| Жуль Беррі      | ···· | Диявол            |
| Фернан Леду     | ···· | барон Г'юз        |
| Марсель Ерран   | ···· | Рено              |
| П'єр Лабрі      | ···· | вельможа          |
| Роже Блен       | ···· | власник чудовиськ |
| Габріель Габріо | ···· | кат               |
| Жан д'Ід        | ···· | скоморох          |
| Ролан Пієраль   | ···· | карлик            |

## Виробництво
Фільм знімався в Ніцці, у Франції часів Віші, і через війну Карне зіткнувся з низкою труднощів у створенні фільму. У зв'язку з посиленням цензури під час війни, Карне хотів зняти історико-фантастичний фільм, який не викликав би особливих труднощів у цензорів.